# Fausto Tenzi
Fausto Tenzi, né le 1er avril 1939 à Lugano, est un chanteur ténor d'opéra suisse.

## Biographie
Tenzi étudie le chant avec Friedrich Husler et Marling Roth à Cureglia et avec Alberto Soresina et Arturo Merlini à Milan. Il se produit à la Scala de Milan, au Théâtre des Champs-Élysées et au Teatro Comunale de Bologne, à Florence, Lucerne, Aix-la-Chapelle et Pérouse, participe au Festival de Buxton et donne des concerts à Milan, Rome, Berlin, Moscou, Leningrad et aux États-Unis.
Son répertoire comprend José dans Carmen, Edgardo dans Lucia di Lammermoor, Manrico dans Il trovatore, Alfredo dans La traviata, Riccardo dans Un ballo in maschera, le rôle titre dans Don Carlos, Tebaldo dans I Capuleti e i Montecchi, Rodolfo dans La Bohème, Pinkerton dans Madame Butterfly, Turiddu dans Cavalleria rusticana et Prince Khovansky dans La Khovanchtchina. Tenzi participe à des émissions de radio en France, en Allemagne, en Suisse et en Israël et participe à un enregistrement complet de La Dame de pique et à un enregistrement de la première Symphonie de Scriabine. Il vit à Castagnola-Cassarate (en), en Suisse.